# Вершино-Кам'янська сільська рада
| Вершино-Кам'янська сільська рада — колишній орган місцевого самоврядування у Новгородківському районі Кіровоградської області з адміністративним центром у с. Вершино-Кам'янка. Сільській раді були підпорядковані населені пункти: - с. Вершино-Кам'янка |

## Склад ради
Рада складалася з 16 депутатів та голови.

### Керівний склад ради
| ПІБ                          | Основні відомості                                                             | Дата обрання | Дата звільнення |
| ---------------------------- | ----------------------------------------------------------------------------- | ------------ | --------------- |
| Дімітрієв Віктор Миколайович | Сільський голова, 1949 року народження, освіта, член народної партії          | 26.03.2006   | 31.10.2010      |
| Дімітрієв Віктор Миколайович | Сільський голова, 1949 року народження, освіта середня загальна, безпартійний | 31.10.2010   |                 |

Примітка: таблиця складена за даними джерела

## Населення
Згідно з переписом УРСР 1989 року чисельність наявного населення сільської ради становила 1468 осіб, з яких 644 чоловіки та 824 жінки.
За переписом населення України 2001 року в сільській раді мешкало 1237 осіб.

### Мова
Розподіл населення за рідною мовою за даними перепису 2001 року:
| Мова       | Відсоток |
| ---------- | -------- |
| українська | 96,04 %  |
| молдовська | 1,62 %   |
| російська  | 1,45 %   |
| білоруська | 0,65 %   |
| угорська   | 0,16 %   |